# Desmosoma antarcticum
Desmosoma antarcticum är en kräftdjursart som beskrevs av Oleg Grigor'evich Kussakin 1982. Desmosoma antarcticum ingår i släktet Desmosoma och familjen Desmosomatidae. Inga underarter finns listade i Catalogue of Life.